# Franco Turchetta
Franco Turchetta (Latina, 5 luglio 1961) è un allenatore di calcio ed ex calciatore italiano, di ruolo centrocampista o attaccante.

## Carriera
Turchetta esordisce nella stagione 1977-1978 con la maglia dell'ALMAS di Roma, con cui mette a referto 1 presenza nella stagione conclusa con la vittoria del campionato di Serie D. Nel 1978 viene acquistato dal Varese dove dapprima viene aggregato alla formazione "Primavera", per poi vincere la Serie C1 nel 1980 e guadagnare il posto da titolare in Serie B per le quattro stagioni successive (in totale 117 presenze e 17 reti in cadetteria coi biancorossi).
Nel 1984 passa al Verona, in Serie A, dove non è titolare; sarà la stagione dello scudetto veronese in cui Turchetta può vantare 16 presenze.
Rimane un'altra stagione nella città scaligera (18 presenze e 2 reti) prima di trasferirsi al Brescia dove disputa un campionato in A (30 presenze e 2 reti) e due in B (64 presenze e 7 reti). Torna in Serie A quando viene acquistato dal Cesena disputando ulteriori due campionati in massima categoria (58 presenze e una rete) e uno in serie cadetta (28 presenze e 2 reti).
Si riaffaccia un'ultima stagione nel calcio professionistico nel 1995, con la maglia del Forlì, disputando solo 5 partite condite da un gol.

## Dopo il ritiro
Turchetta dopo il ritiro dai professionisti non ha abbandonato il calcio giocato, continuando a militare in diverse squadre a carattere amatoriale. Stabilitosi  nella città di Cesena, qui gestisce due centri estetici.

## Palmarès

### Giocatore

#### Competizioni nazionali
- Campionato italiano Serie D: 1

ALMAS: 1977-1978 (girone F)
- Campionato italiano Serie C1: 1

Varese: 1979-1980 (girone A)
- Campionato italiano: 1

Verona: 1984-1985